# Pascal Itter
Pascal Itter (Schwalmstadt, 1995. április 3. –) német utánpótlás-válogatott labdarúgó, jelenleg az SC Paderborn játékosa.

## Pályafutása
Az FC Nürnberg akadémiáján nevelkedett, ahol a második csapatban 2 alkalommal pályára lépett a Regionalliga Bayernben. A Würzburger Kickers csapata ellen 6-0-ra megnyert bajnoki mérkőzésen debütált a tartalék csapatban kezdőként. 2014 nyarán a Schalke 04 csapatába igazolt, ahol az akadémia játékosa lett, valamint lehetőséget kapott a második csapatban is. Első mérkőzését a Regionalliga Westben szereplő Viktoria Köln ellen játszotta kezdőként. Következő mérkőzésén az SV Rödinghausen ellen a 47. percben megszerezte első gólját, valamint csapatának a mérkőzés egyetlen gólját a 2-1-re elvesztett mérkőzésen.

## Válogatott
2010–2011 között kilenc alkalommal szerepelt a német U16-os labdarúgó-válogatottban. A német U17-es labdarúgó-válogatottal részt vett a 2012-es U17-es labdarúgó-Európa-bajnokságon, amelyet Szlovéniában rendeztek meg. A német U17-es labdarúgó válogatottba az azeri U17-es labdarúgó-válogatott elleni felkészülési mérkőzésen a 38. percben csapata harmadik gólját és jó maga első találatát jegyezte az U17-es válogatottban. A német U18-as labdarúgó-válogatottban három alkalommal kapott szerepet. Részt vett az U19-es labdarúgó válogatottal a Magyarországon megrendezésre kerülő 2014-es U19-es labdarúgó-Európa-bajnokságon, ahol aranyérmesként zárt a válogatottal.

## Sikerei, díjai
- Németország U19
  - U19-es labdarúgó-Európa-bajnokság: 2014